# フリーダムランド
『フリーダムランド』（Freedomland）は、2006年のアメリカ合衆国のミステリ映画。
監督はジョー・ロス、出演はサミュエル・L・ジャクソンとジュリアン・ムーアなど。
リチャード・プライスの同名ベストセラー小説（邦訳・文春文庫刊）をもとにプライス自身が脚本を執筆した作品で、アフリカ系住民が大半を占める団地内で起きたカージャック事件を皮切りに、さまざまな問題が露呈するさまを描いたヒューマンミステリー。

## ストーリー
ある夜、手から血を流した1人の白人女性が病院に助けを求めて駆け込んで来た。病院から通報を受けた刑事ロレンゾが駆けつけると、その女性ブレンダは自分の身に起きた出来事を語る。ブレンダは4歳の息子コーディと外出先から車で帰宅する途中、黒人の男に襲われ、コーディを乗せたまま車を奪われたという。
ロレンゾは早速捜査を開始するが、事件が起きた現場は黒人が大半を占める低所得者向けの団地だったことから、犯人扱いされた団地住民と警察との間の緊張が高まっていく。さらにブレンダ以外の目撃者もなく、様々な疑惑が渦巻いていく。
ロレンゾは行方不明の子どもの捜索を行うボランティア団体のリーダー・カレンに協力を求め、事態の打開を図るが、やがて事件の衝撃的な真相が明らかになっていく。

## キャスト
※括弧内は日本語吹替。
- ロレンゾ・カウンシル刑事: サミュエル・L・ジャクソン（玄田哲章）
- ブレンダ・マーティン: ジュリアン・ムーア（日野由利加）
- カレン・コルッチ: イーディ・ファルコ（五十嵐麗）
- ダニー・マーティン: ロン・エルダード（加藤亮夫）
- ボビー・ボイル: ウィリアム・フォーサイス（金尾哲夫）
- フェリシア: アーンジャニュー・エリス（木下紗華）
- ロングウェイ: クラーク・ピータース（水野龍司）
- ゴールド: ピーター・フリードマン（英語版）（千田光男）
- ビリー・ウィリアムズ: アンソニー・マッキー（竹本英史）
- マリー: ラターニャ・リチャードソン（英語版）（幸田夏穂）
- レオ・サリヴァン: ドメニク・ランバルドッツィ
- アニル・チャタージー: アーシフ・マンドヴィ
- 司祭: フィリップ・ボスコ

## 作品の評価
Rotten Tomatoesによれば、批評家の一致した見解は「お粗末な演出と過剰な演技の『フリーダムランド』は、人種や階級といったデリケートな問題を取り上げようとしているが、その過度な熱心さは的を外している。」であり、151件の評論のうち高評価は23%にあたる35件で、平均点は10点満点中4.6点となっている。
Metacriticによれば、35件の評論のうち、高評価は12件、賛否混在は14件、低評価は9件で、平均点は100点満点中43点となっている。